# Frank Attar
Frank Attar es un escritor cuyas obras tocan el campo de las ciencias sociales.

## Biografía
Frank Attar se graduó en Sciences Po y HEC Paris. En 1995 se doctoró en Historia tras haber defendido una tesis bajo la dirección de François Furet en la Escuela Normal Superior y en la EHESS. También tiene un doctorado en derecho internacional público de la Universidad de Cambridge. Estudiante de la ENA en la promoción Simone Veil, renunció a la función pública en 2007.
Entre 2006 y 2018, Frank Attar impartió clases en Science Po sobre derecho internacional público, derecho constitucional, historia de las relaciones internacionales y cultura general.

## Otorgar
En 2011, Frank Attar recibió el Premio Guizot de la Academia Francesa por su obra Aux armes citoyens ! Naissance et fonctions du bellicisme révolutionnaire.

## Publicaciones
- 1792 : la Révolution française déclare la guerre à l'Europe : l'embrasement de l'Europe à la fin du xviiie siècle, Bruxelles, Complexe, coll. « La mémoire des siècles » (no 224), 1992, 221 p. (ISBN 2-87027-448-3).
- Le Droit international entre ordre et chaos, Paris, Hachette, coll. « Référence », 635 p., 1994. (ISBN 2-0123-5143-3)
- Dictionnaire des relations internationales de 1945 à nos jours, Paris, Seuil, 1084 p., 2009. (ISBN 2-2860-5404-5)
- Aux armes, citoyens ! : naissance et fonctions du bellicisme révolutionnaire, Paris, Éditions du Seuil, coll. « L'univers historique », 2010, 394 p. (ISBN 978-2-02-088891-2).